# Papilio lampsacus
Espèce
Statut de conservation UICN

EN : En danger
Papilio lampsacus est une espèce de lépidoptères (papillons) de la famille des Papilionidae. L'espèce est endémique de l'île de Java en Indonésie. 
De nombreuses localités ont été détruites par l'urbanisation et la déforestation, la dernière observation connue date de Mars 2014.  